# بلائنبرگ (نیوجرسی)
بلائنبرگ (به انگلیسی: Blawenburg) یک منطقهٔ مسکونی در ایالات متحده آمریکا است که در مانتگومری، نیوجرسی واقع شده‌است. بلائنبرگ ۱٫۵۸۶ کیلومتر مربع مساحت و ۲۸۰ نفر جمعیت دارد و ۳۶ متر بالاتر از سطح دریا واقع شده‌است.